# Laila Ali
Laila Ali (født i Miami Beach i Florida i USA 30. december 1977) er en kvindelig tidligere professionel bokser.
Hun opnåede 24 sejre ud af 24 mulige i sin professionelle karriere og vandt VM-titlen i super-mellemvægt inden hun trak sig tilbage. 
Hun er datter af bokselegenden Muhammad Ali.